# Stem (North Carolina)
Stem is een plaats (town) in de Amerikaanse staat North Carolina, en valt bestuurlijk gezien onder Granville County.

## Demografie
Bij de volkstelling in 2000 werd het aantal inwoners vastgesteld op 229.
In 2006 is het aantal inwoners door het United States Census Bureau geschat op 239, een stijging van 10 (4,4%).

## Geografie
Volgens het United States Census Bureau beslaat de plaats een oppervlakte van
2,4 km², geheel bestaande uit land. Stem ligt op ongeveer 143 m boven zeeniveau.

## Plaatsen in de nabije omgeving
De onderstaande figuur toont nabijgelegen plaatsen in een straal van 28 km rond Stem.